# Torneio Rio-São Paulo de 2000
O Torneio Rio-São Paulo de 2000 foi a 23.ª edição do torneio. O campeão foi o Palmeiras, tendo como vice o Vasco da Gama.
O título alviverde foi definido após duas vitórias nas finais do torneio contra a equipe carioca. No primeiro jogo, disputado no Estádio do Maracanã, a equipe paulista derrotou o adversário por 2 a 1. Na segunda partida, disputada no Estádio do Morumbi, o Palmeiras goleou o Vasco por 4 a 0.

## Regulamento
Os oito clubes foram divididos em dois grupos de quatro e se enfrentaram, dentro de cada grupo, em jogos de ida e volta. Os dois primeiros colocados de cada grupo fizeram as semifinais e os vencedores destas, a final.

## Classificação

### Grupo A
| Pos. | Equipe    | P  | J | V | E | D | GP | GC | SG |
| ---- | --------- | -- | - | - | - | - | -- | -- | -- |
| 1    | São Paulo | 12 | 6 | 4 | 0 | 2 | 13 | 12 | +1 |
| 2    | Botafogo  | 10 | 6 | 3 | 1 | 2 | 11 | 8  | +3 |
| 3    | Flamengo  | 8  | 6 | 2 | 2 | 2 | 14 | 10 | +4 |
| 4    | Santos    | 4  | 6 | 1 | 1 | 4 | 6  | 14 | –8 |

### Grupo B
| Pos. | Equipe        | P  | J | V | E | D | GP | GC | SG |
| ---- | ------------- | -- | - | - | - | - | -- | -- | -- |
| 1    | Palmeiras     | 13 | 6 | 4 | 1 | 1 | 17 | 9  | +8 |
| 2    | Vasco da Gama | 11 | 6 | 3 | 2 | 1 | 9  | 7  | +2 |
| 3    | Corinthians   | 7  | 6 | 2 | 1 | 3 | 5  | 7  | –2 |
| 4    | Fluminense    | 3  | 6 | 1 | 0 | 5 | 4  | 12 | –8 |

## Semifinais
Partidas de ida
| 19 de fevereiro | Botafogo | 0 – 0 | Palmeiras | Maracanã, Rio de Janeiro                 |
| 16:00           |          |       |           | Árbitro: SP Alfredo dos Santos Loebeling |

| 19 de fevereiro | São Paulo | 0 – 3 | Vasco                                 | Morumbi, São Paulo                    |
| 16:00           |           |       | Gilberto 45' · Dedé 59' · Romário 76' | Árbitro: RJ Cláudio Vinícius Cerdeira |

Partidas de volta
| 23 de fevereiro | Palmeiras                                 | 3 – 1 | Botafogo      | Parque Antártica, São Paulo |
|                 | César Sampaio 39' · Euller 47' · Alex 70' |       | Zé Carlos 86' | Árbitro: RJ Wagner Tardelli |

| 23 de fevereiro | Vasco                 | 2 – 1 | São Paulo   | São Januário, Rio de Janeiro |
|                 | Romário 5' (pen), 86' |       | Belletti 2' | Árbitro: SP Romildo Corrêa   |

## Final

#### jogo de ida
| 26 de fevereiro de 2000 | Vasco       | 1 - 2 | Palmeiras                    | Maracanã, Rio de Janeiro                               |
|                         | Romário 32' |       | César Sampaio 15' · Pena 67' | Público: 23 484 Árbitro: Sálvio Spínola Fagundes Filho |

Vasco: Hélton; Jorginho (Juninho), Odvan, Mauro Galvão e Gilberto; Amaral, Válber (Dedé), Paulo Miranda e Alex Oliveira (Pedrinho); Viola e Romário. Técnico: Antônio Lopes
Palmeiras: Marcos; Rogério, Argel, Roque Júnior e Júnior; César Sampaio, Galeano, Alex (Tiago) e Basílio (Arce); Pena (Juliano) e Euller. Técnico: Luiz Felipe Scolari

#### jogo de volta
| 1 de março de 2000 | Palmeiras                                    | 4 - 0 | Vasco | Morumbi, São Paulo                  |
|                    | Pena 28' · Argel 32' · Euller 34' · Arce 68' |       |       | Árbitro: Jorge dos Santos Travassos |

Palmeiras: Marcos; Arce, Argel, Roque Júnior e Júnior (Tiago Silva); César Sampaio, Galeano, Rogério e Alex; Euller (Jackson) e Pena (Asprilla). Técnico: Luiz Felipe Scolari
Vasco: Hélton; Paulo Miranda (Maricá), Odvan, Mauro Galvão e Gilberto; Amaral, Juninho Pernambucano, Válber e Alex Oliveira (Pedrinho); Edmundo e Romário (Viola). Técnico: Antônio Lopes

## Premiação

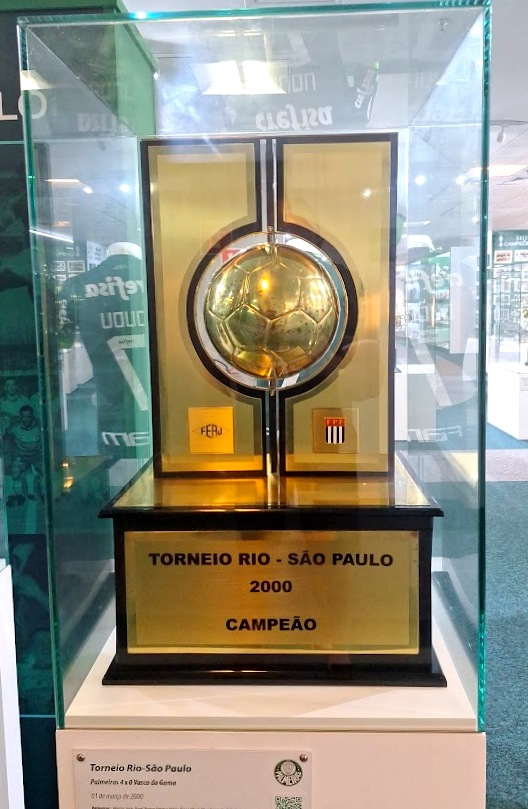
Troféu do Rio-São Paulo exposto na Sala de Troféus do Palmeiras

| Torneio Rio-São Paulo de 2000 |
| São Paulo                     |
| ----------------------------- |
| Palmeiras (5º título)         |